# Alsómocsolád
Alsómocsolád (em alemão:  Metschelad, Mutschlak; em croata:   Močilag) é uma vila da Hungria, situada no condado de Baranya. Tem 13 km² de área e sua população em 2019 foi estimada em 273 habitantes.